# 18980 Йоханнатан
18980 Йоханнатан (18980 Johannatang) — астероїд головного поясу, відкритий 1 вересня 2000 року.
Тіссеранів параметр щодо Юпітера — 3,593.